# Casearia wynadensis
Casearia wynadensis Bedd. – gatunek rośliny z rodziny wierzbowatych (Salicaceae Mirb.). Występuje naturalnie w Indiach – w stanach Tamilnadu oraz Kerala. 

## Morfologia
PokrójZrzucające liście drzewo lub krzew dorastające do 9 m wysokości.
LiścieBlaszka liściowa ma kształt od eliptycznego do podługowato eliptycznego. Mierzy 6–10,5 cm długości oraz 2–4,5 cm szerokości, jest piłkowana na brzegu, ma nasadę od ostrokątnej do klinowej i wierzchołek od ostrego do spiczastego. Ogonek liściowy jest nagi i dorasta do 7–10 mm długości.
KwiatySą zebrane po 6–8 w pęczki, rozwijają się w kątach pędów. Mają 5 działki kielicha o eliptycznym kształcie. Kwiaty mają 8 pręcików.
OwoceMają podługowaty kształt i osiągają 8–10 mm średnicy.

## Biologia i ekologia
Rośnie w wiecznie zielonych lasach. Występuje na wysokości od 700 do 1000 m n.p.m. Kwitnie od maja do czerwca.